# Rhenium(IV)-iodid
Rhenium(IV)-iodid ist eine anorganische chemische Verbindung des Rheniums aus der Gruppe der Iodide.

## Gewinnung und Darstellung
Rhenium(IV)-iodid kann durch Reaktion einer Perrheniumsäure-Lösung (erhalten durch Lösung von Rhenium(VII)-oxid in Wasser) mit Iodwasserstoffsäure gewonnen werden.
{\displaystyle {\ce {2HReO4 + 14HI -> 2ReI4 + 3I2 + 8H2O}}}

## Eigenschaften
Rhenium(IV)-iodid ist ein hygroskopisches schwarzes Pulver. In Aceton und Ether ist es löslich, in Wasser erfolgt Hydrolyse. Er verliert im
Vakuum schon bei Zimmertemperatur Iod. Seine Struktur besteht aus Re2I9-Einheiten die an den Iod-Atomen zu Zickzack-förmigen Ketten verbunden sind.